# Rasim Balayev
Rasim Əhməd oğlu Balayev (russisch Расим Ахмедович Балаев Rassim Achmedowitsch Balajew; * 8. August 1948 in Ağsu) ist ein aserbaidschanischer Schauspieler, Volkskünstler der aserbaidschanischen SSR (1982) und Träger des Staatspreises der SSR Aserbaidschan (1986), des Şöhrət-Ordens sowie ehemaliger Vorsitzender der Aserbaidschanischen Filmemachergewerkschaft und Synchronsprecher.

## Biografie
Rasim Balayev wurde am 8. August 1948 in der Stadt Ağsu geboren. 1969 absolvierte er sein Schauspiel-Studium am Aserbaidschanischen Kunstinstitut und arbeitet seit 1972 als Schauspieler im aserbaidschanischen staatlichen Filmproduktionsunternehmen Aserbaidschanfilm.
Seine erste Rolle bekam er für eine kleine Szene im Film des Bakuer Filmstudios namens Die Sterne erlöschen nicht, im Jahre 1971. Der Durchbruch in seiner Schauspielkarriere hatte Rasim Balayev mit den Filmen Nasimi (1973), Dede Gorgud (1975) und Babek (1979).
Im Jahre 1974 wurde er zum ersten Mal in seiner Karriere der Preisträger des Allunionsfilmfestivals in der Nominierung „Zweite Auszeichnung für die Schauspielerei“. Auch hat er in Usbekfilm, Mosfilm und anderen Filmstudios mitgewirkt.
Von 1990 bis zum 18. Januar 2013 war er Vorsitzender der staatlichen Aserbaidschanischen Filmemachergewerkschaft.
Rasim Balayev ist verheiratet und hat zwei Kinder.

## Auszeichnungen
- Geehrter Künstler der Aserbaidschanischen SSR (23. Dezember 1976) – für Verdienste in der Entwicklung des sowjetischen Kinos und im Zusammenhang mit dem 60. Jahrestag des aserbaidschanischen Kinos.[3]
- Ehrenzeichen der Sowjetunion (19. Mai 1981).
- Volkskünstler der Aserbaidschan SSR (1 Dezember, 1982) – für Verdienste in der Entwicklung des sowjet-aserbaidschanischen Kinos.
- Staatspreis der Aserbaidschanischen SSR (1986).
- Ruhmesorden (7. August 1998) – für sein Engagement zur Entwicklung des Kinos in Aserbaidschan.[4]
- Ehrenorden (1. August 2018) – für Verdienste bei der Entwicklung der aserbaidschanischen Kinematographie.[5]
- Cəfər-Cabbarlı-Preis (28. Oktober 2019) – für seine Verdienste um die Entwicklung des aserbaidschanischen Kinos und Theaters, einschließlich für seine Rolle als »Dovlet Bey« in dem Theaterstück „Aydin“.[6]

## Filmographie
- 1971 – Die Sterne erlöschen nicht – Rolle: Sultanow
- 1972 – Es ist ein süßes Wort – Freiheit! – Rolle: einer von getöteten Patrioten
- 1973 – Nasimi (Film) – Rolle: Nasīmī[7]
- 1973 – Deine erste Stunde – Rolle: Aser
- 1974 – Der Rächer aus Ganjabasar – Rolle: Asis
- 1975 – Der Reiter mit Blitz in der Hand – Rolle: der Begleiter Elbert
- 1975 – Das Licht erloschener Lagerfeuer – Rolle: Bamsi Beyrek
- 1975 – Firangiz
- 1976 – Eine ungewöhnliche Jagd
- 1976 – Der Preis des Glücks – Rolle: Sanan
- 1977 – Belagerung
- 1977 – Der Schlag in den Rücken
- 1977 – Ich laufe zum Vulkan – Rolle: Nadir
- 1978 – Das Ferienhaus für eine Familie – Rolle: Alik
- 1979 – Babek (Film) – Rolle: Babek
- 1979 – Das Verhör – Rolle: Elmar
- 1980 – Ich werde noch zurückkehren
- 1981 – Die Zusatzspur – Rolle: Nazim
- 1981 – Wäre die Erde nicht rund – Rolle: Hatem[8]
- 1981 – Übermorgen um Mitternacht
- 1982 – Die Eisscholle im warmen Meer
- 1982 – Ach, alte Leute...
- 1983 – Zeit des Erwachens – Rolle: Abdurasam Bey
- 1984 – Die Erinnerung an den Granatapfelbaum
- 1984 – Wenn du einen einsamen Kaufmann findest
- 1984 – Unter vier Augen
- 1984 – Feurige Wege – Rolle: Alim Khan – Der Emir von Buchara
- 1984 – Es ist Zeit die Pferde zu satteln – Rolle: Selim Bey
- 1984 – Die Geschichte von der alten Eiche
- 1984 – Der alte Anlegeplatz
- 1985 – Ein Dschinn in der Siedlung – Rolle: Ali
- 1987 – Ein kleiner Teufel unter der Windschutzscheibe – Rolle: Sekretär des Bezirksausschusses
- 1988 – Schurke
- 1988 – Einheimische Küsten – Rolle: Habibi
- 1988 – Stündliche Privatbesuche in einem deutschen Klinikum – Rolle: Ingenieur Rustmaov[9]
- 1989 – Sabotage
- 1989 – Ein kleiner Mann im großen Krieg
- 1989 – Die Anekdoten
- 1990 – Falle – Rolle: Sia Kasumovic
- 1990 – Tritt nicht ein, sonst stirbst du!
- 1990 – Der Keller – Rolle: Ais
- 1990 – Der Zeuge – Rolle: Minister
- 1992 – Das Eingeständnis
- 1994 – Der Codex der Stille 2 – Rolle: Oberst Agayev
- 1994 – Schwarzer Wolga – Rolle: Oberst Javanschirov
- 1995 – Istanbul
- 1995 – Die Fledermaus
- 1998 – Das Zimmer in dem Hotel
- 1999 – Was für eine wunderbare Welt
- 2002 – Drongo (Serie) – Rolle: Staatsanwalt Kasimov
- 2004 – Dort, wo die Flüsse zusammenfließen
- 2007 – Das Leben von Cavid – Rolle: Hüseyn Cavid
- 2008 – Die Festung
- 2012 – Der Botschafter der Morgenröte – Rolle: Mirzə Fətəli Axundov
- 2020 – Magomaev (Serie) – Rolle: Magomaev, Djamal Edin Abdul Muslim Oghlu[10]